# Take Me to Your Leader (King Geedorah)
Take Me to Your Leader è il primo album in cui Daniel Dumile utilizza lo pseudonimo 'King Geedorah'. Parlando dell'album, l'artista ha detto:
Il personaggio è basato sul drago a tre teste King Ghidorah, un mostro che compare nei film di Godzilla.

## Tracce
1. Fazers – 3:17
2. Fastlane (ft. Biolante AKA Kurious Jorge) – 3:08
3. Krazy World (ft. Gigan) – 4:43
4. The Final Hour (ft. MF DOOM) – 0:49
5. Monster Zero – 5:15
6. Next Levels (ft. Lil' Sci, ID 4 Winds & Stahhr) – 3:47
7. No Snakes Alive (ft. Jet-Jaguar AKA MF Grimm & Rodan) – 3:32
8. Anti-Matter (MF DOOM & Mr. Fantastik) – 3:26
9. Take Me to Your Leader – 2:08
10. Lockjaw (ft. Trunks) – 1:03
11. I Wonder (ft. Hassan Chop) – 3:38
12. One Smart Nigger – 2:39
13. The Fine Print – 4:29

## Campioni utilizzati
Il brano Fastlane contiene un campione da Hangin' On di Coke Escovedo